# Демографска историја Срба
Срби традиционално насељавају централне и западне делове Балкана, као и јужне делове Панонске низије, а српски етнички простор је политички подељен на неколико држава. У зависности од политичких, економских и друштвених прилика, бројност и процентуално учешће Срба у овим државама се мењало. У овом чланку је приказана бројност и процентуална заступљеност Срба у државама и регијама на подручју Балкана, на основу резултата званичних пописа становништва. У неким случајевима коришћене су и незваничне процене. За податке о Србима у дијаспори видети чланак Српска дијаспора.

## Срби у Србији

### Подручје Србије са Косовом и Метохијом
- 1948: 4.823.730 (73,89%)
- 1953: 5.152.939 (73,83%)
- 1961: 5.704.686 (74,65%)
- 1971: 6.016.811 (71,23%)
- 1981: 6.182.155 (66,38%)
- 1991: 6.446.595 (65,92%)
- 2002: нема података
- 2011: 6.013.682 (67,37%)

- Удео Срба у Србији по општинама 1961. године
- Удео Срба у Србији по општинама 1971. године
- Удео Срба у Србији по општинама 1981. године
- Удео Срба у Србији по општинама 1991. године
- Удео Срба у Србији по општинама 1991. године (пописано становништво)
- Удео Срба у Србији по општинама 2002. године
- Удео Срба у Србији по општинама 2011. године

### Подручје Србије без Косова и Метохије
- 1948: 4.651.819 (80,2%)
- 1953: 4.963.070 (80,4%)
- 1961: 5.477.670 (82,0%)
- 1971: 5.788.547 (80,4%)
- 1981: 5.972.661 (77,3%)
- 1991: 6.616.917 (80,3%)
- 2002: 6.212.838 (82,9%)
- 2011: 5.988.150 (83,3%)

### Срби у Војводини
- 1948: 841.246 (50,6%)
- 1953: 865.538 (50,9%)
- 1961: 1.017.713 (54,9%)
- 1971: 1.089.132 (55,8%)
- 1981: 1.107.375 (54,4%)
- 1991: 1.151.353 (57,2%)
- 2002: 1.321.807 (65,05%)
- 2011: 1.289.635 (66,76%)

- Удео Срба у Војводини по насељима 1961. године
- Удео Срба у Војводини по насељима 2002. године

### Срби на Косову и Метохији
- 1948: 171.911 (23,62%)
- 1953: 189.969 (23,51%)
- 1961: 227.016 (23,55%)
- 1971: 228.264 (18,35%)
- 1981: 209.497 (13,22%)
- 1991: 194.190 (9,93%)
- 2011: 25.532 (1,47%)

- Удео Срба на КиМ по насељима 1961. године
- Удео Срба на КиМ по насељима 1991. године

## Срби у Босни и Херцеговини
- 1948: 1.136.116 (44,29%)
- 1953: 1.264.372 (44,40%)
- 1961: 1.406.057 (42,89%)
- 1971: 1.393.148 (37,20%)
- 1981: 1.320.644 (32,02%)
- 1991: 1.369.883 (31,38%)
- 1996: 1.484.530 (37,9%)

- Удео Срба у Босни и Херцеговини по општинама 1961. године
- Удео Срба у Босни и Херцеговини по општинама 1971. године
- Удео Срба у Босни и Херцеговини по општинама 1981. године
- Удео Срба у Босни и Херцеговини по општинама 1991. године
- Удео Срба у Босни и Херцеговини по насељима 1991. године

### Срби у Републици Српској
- 1991: 880.171 (54,36%)
- 1996: 1.427.912 (96,79%)

- Удео Срба у Републици Српској по општинама 1991. године (територијална организација из 2013. године)
- Удео Срба у Републици Српској по општинама 2013. године

### Срби у Сарајеву
- Удео Срба у Сарајеву по насељима 1961. године
- Удео Срба у Сарајеву по насељима 1991. године
- Удео Срба у Сарајеву по насељима 2013. године

### Срби у Дистрикту Брчко
- 1971: 17.709 (23,68%)
- 1981: 16.707 (20,18%)
- 1991: 18.133 (20,76%)

- Удео Срба у Брчком по насељима 1961. године
- Удео Срба у Брчком по насељима 1971. године
- Удео Срба у Брчком по насељима 1981. године
- Удео Срба у Брчком по насељима 1991. године
- Удео Срба у Брчком по насељима 2013. године

### Срби у Федерацији БиХ
- 1991: 485.933 (17,62%)
- 1996: 56.618 (2,32%)

## Срби у Црној Гори
- 1948: 6.707 (1,78%)
- 1953: 13.864 (3,3%)
- 1961: 14.087 (2,99%)
- 1971: 39.512 (7,46%)
- 1981: 19.407 (3,32%)
- 1991: 57.453 (9,34%)
- 2003: 198.414 (31,99%)
- 2011: 178.110 (28,73%)

- Удео Срба у Црној Гори по насељима 1961. године
- Удео Срба у Црној Гори по насељима 1971. године
- Удео Срба у Црној Гори по насељима 1981. године
- Удео Срба у Црној Гори по насељима 1991. године
- Удео Срба у Црној Гори по насељима 2003. године

## Срби у Хрватској
- 1948: 543.795 (14,5%)
- 1953: 588.411 (15%)
- 1961: 624.985 (15%)
- 1971: 626.789 (14,2%)
- 1981: 531.502 (11,6%)
- 1991: 581.663 (12,15%)
- 2001: 201.631 (4,54%)
- 2011: 186.633 (4,36%)

## Срби у Северној Македонији
- 1948: 29.721 (2,6%)
- 1953: 35.112 (2,7%)
- 1961: 42.728 (3%)
- 1971: 46.465 (2,8%)
- 1981: 44.613 (2,3%)
- 1991: 42.775 (2,1%)
- 1994: 40.228 (2,1%)
- 2002: 35.939 (1,8%)

- Удео Срба у Северној Македонији по насељима 2002. године

## Срби у Словенији
- 1948: 7.048 (0,5%)
- 1953: 11.225 (0,8%)
- 1961: 13.609 (0,9%)
- 1971: 20.209 (1,2%)
- 1981: 41.695 (2,3%)
- 1991: 47.401 (2,5%)
- 2002: 38.964 (2%)